# Chadong (meteoryt)
Chadong – meteoryt kamienny należący do chondrytów oliwinowo-hiperstenowych L 6, spadły 17 września 1998 roku w chińskiej prowincji  Hunan. Meteoryt spadł o godzinie 19.00 czasu lokalnego niedaleko wsi Shiniu i obserwowany był przez miejscowego rolnika. Z miejsca spadku pozyskano pojedynczy fragment o masie 3,7 kg.